# Joseph Kallarackal
Joseph Kallarackal (ur. 10 grudnia 1964 w Anavilasam) – indyjski duchowny katolicki, biskup Jaipur od 2023.

## Życiorys

### Prezbiterat
Święcenia kapłańskie otrzymał 2 maja 1997 i został inkardynowany do diecezji Ajmer i Jaipur. Pracował głównie jako duszpasterz parafialny, był także wicerektorem i rektorem niższego seminarium w Adźmer.

### Episkopat
22 kwietnia 2023 papież Franciszek mianował go biskupem diecezji Jaipur. Sakry udzielił mu 16 lipca 2023 kardynał Oswald Gracias.